# Saison 1 de The Middle
Chronologie
Saison 2
Cet article présente la liste des épisodes de la première saison de la série télévisée américaine The Middle.

## Généralités
- Aux États-Unis, cette saison a été diffusée entre le 30 septembre 2009 et le 19 mai 2010 sur le réseau ABC.
- Au Canada, cette saison n'a pas été diffusée sur une chaîne canadienne.
- En France, cette saison a été diffusée entre le 3 septembre 2010 et le 8 octobre 2010 sur Comédie !, entre le 13 décembre 2012[1] et le 26 janvier 2013[2] sur Chérie 25, du 18 avril 2015[3] au 23 mai 2015 sur NRJ 12[4].

- En Suisse, cette saison a été diffusée du 20 novembre 2010 au 11 juin 2011 sur RTS Un.

## Synopsis de la saison
Frankie et son mari Mike ont vécu toute leur vie à Orson, une petite ville fictive de l'Indiana. Mike est manager dans une mine alors que Frankie est une des vendeuses de voitures les moins douées de la planète.

## Distribution

### Acteurs principaux
- Patricia Heaton (VF : Véronique Augereau) : Frances "Frankie" Heck, la mère de la famille
- Neil Flynn (VF : Marc Alfos) : Mike Heck, le mari de Frankie, et donc le père de la famille.
- Charlie McDermott (VF : Olivier Martret) : Axl Heck, le fils rebelle de la famille
- Eden Sher (VF : Olivia Luccioni) : Sue Heck, la fille étrange de la famille
- Atticus Shaffer (VF : Tom Trouffier) : Brick Heck, le plus jeune fils

### Acteurs récurrents
- Jeanette Miller (en) (VF : Lucie Dolène) : Ginny Spence
- Frances Bay : Edie Spence
- Brock Ciarlelli (VF : Adrien Jolivet) : Brad
- Blaine Saunders (VF : Leslie Lipkins) : Carly
- Jen Ray (VF : Anne Mathot) : Nancy Donahue
- Beau Wirick (VF : Nicolas Koretzky) : Sean Donahue
- Brian Doyle-Murray (VF : Vincent Grass) : Don Elhert
- Peter Breitmayer (VF : Michel Voletti) : Pete
- Devan Leos (VF : Anne Mathot) : Henry
- Laura Ann Kesling (VF : Corinne Martin) : Dotty Donahue
- Krista Braun (VF : Malvina Germain) :  Mme Tompkins
- Mary-Pat Green (VF : Sylvie Genty) : Principale Larimer
- John Gammon (VF : Stanislas Forlani) : Darrin
- Troy Metcalf (VF : Jean-Luc Atlan) : Jim
- Mason Cook (VF : Régine Teyssot) : Corey
- Paul Hipp (VF : Thomas Roditi : le révérend Timothy Thomas dit « TimTom »

### Acteurs invités
- Patricia Belcher : Mme Rettig
- John Cullum (VF : Michel Ruhl) : Big Mike
- Brooke Shields (VF : Déborah Perret) : Rita Glossner
- Marsha Mason (VF : Évelyn Séléna) : Pat
- Betty White : Mme Nethercott

## Épisodes

### Épisode 1:Bienvenue au milieu de nulle part
- États-Unis : 30 septembre 2009 sur ABC[5]
- France :
  - 3 septembre 2010 sur Comédie ![6]
  - 13 décembre 2012 sur Chérie 25[7]
- Suisse : 20 novembre 2010 sur RTS Un[8]

- États-Unis : 8,71 millions de téléspectateurs[9] (première diffusion)

### Épisode 2:Tout n'est pas bon... bon
- États-Unis : 7 octobre 2009 sur ABC
- France :
  - 3 septembre 2010 sur Comédie !
  - 13 décembre 201 sur Chérie 25
- Suisse : 27 novembre 2010 sur RTS Un

- États-Unis : 6,79 millions de téléspectateurs[10] (première diffusion)

### Épisode 3:Dix-sept ans de mariage
- États-Unis : 14 octobre 2009 sur ABC
- France :
  - 3 septembre 2010 sur Comédie !
  - 14 décembre 2012 sur Chérie 25
- Suisse : 4 décembre 2010 sur RTS Un

- États-Unis : 6,77 millions de téléspectateurs[11] (première diffusion)

### Épisode 4:Des saucisses et des boulettes
- États-Unis : 21 octobre 2009 sur ABC
- France :
  - 3 septembre 2010 sur Comédie !
  - 15 décembre 2012 sur Chérie 25
- Suisse : 11 décembre 2010 sur RTS Un

- États-Unis : 6,53 millions de téléspectateurs[12] (première diffusion)

Après avoir fait le tour de l'Indiana avec son père, Sue parvient à vendre non sans difficultés plus de 3000 dollars de saucisses et de fromage pour une œuvre de charité de son école, et gagne ainsi un voyage à Indianapolis. Mais elle est stupéfaite lorsqu'elle se rend compte qu'elle ne figure pas sur la liste des gagnants, lasse de ne jamais exister aux yeux des autres, elle décide de laisser tomber après avoir vu sa mère abandonner les choses à maintes reprises. Mais Frankie veut faire de sa fille une battante, et l'incite à aller se plaindre et s'affirmer auprès de son professeur. De retour à la maison, Sue est ravie car son professeur lui a dit qu'il allait vérifier, mais Mike sent venir l'entourloupe, car pour lui vérifier est synonyme de ne rien dire, il part alors parler au professeur de Sue, mais Frankie le stoppe lui disant de ne pas s'en mêler pour que Sue garde confiance en elle. Mais le jour du voyage, les craintes de Mike se confirment, car sa fille n'a reçu aucun appel, mais Frankie ne lâche pas et emmène Sue jusqu'au bus, en pyjama, elle arrête le bus en plein milieu de l'autoroute et après une discussion musclée avec le professeur de Sue qui soutient que le nom de Sue n'est pas inscrit sur la liste, car ils n'ont jamais reçu le chèque, elle parvient à faire accepter sa fille dans le bus. Mais en remontant dans sa voiture, Frankie ouvre le pare-soleil d'où en tombe le chèque qu'elle devait envoyer, à son retour Sue est hors d'elle car elle n'a pu faire aucune visite n'étant pas sur la liste, et le fait savoir à Frankie qui voit enfin sa fille s'affirmer. 

### Épisode 5:L'important c'est de participer
- États-Unis : 28 octobre 2009 sur ABC
- France :
  - 10 septembre 2010 sur Comédie !
  - 15 décembre 2012 sur Chérie 25
- Suisse : 18 décembre 2010 sur RTS Un

- États-Unis : 6,49 millions de téléspectateurs[13] (première diffusion)

Frankie et Mike sont convoqués à l'école par la psychologue : Brick a passé un test psychologique qui prouve qu'il est asocial, Mike râle dans un premier temps en disant qu'ils n'avaient pas besoin de payer un tel prix pour qu'elle leur annonce une évidence, mais par la suite ils se rendent à l'évidence et commencent à s'inquiéter pour leur fils. Frankie ayant épuisé tout le stock d'amis potentiels du quartier pour Brick, Mike se propose de l'aider par le biais du sport. Mike accompagne alors Brick pour l'encourager lors de son premier match de basket-ball, mais Brick préfère lire ce qu'il y a écrit sur le ballon et dans la salle et finit même le match dans les tribunes assis à côté de son père. Devant cette nouvelle tentative infructueuse, Mike abandonne et préfère se concentrer sur la réparation de sa tondeuse en vue de la course de tondeuses lors de la fête du quartier. Mais, alors qu'il ne parvient pas à la monter sans sa notice, il trouve une aide inespérée venue de Brick qui se souvient par cœur de tout ce qu'il a lu, et par chance il a lu la notice de montage, le lendemain lors de la fête, Brick s'ouvre enfin aux autres pour leur montrer son nouveau talent de réciteur ...   
De son côté, Frankie essaye de gérer Axl, en pleine crise d'adolescence, qui trouve désormais que tout "craint dans la vie", mais lorsque son fils l'invite à venir à la réunion des mères au lycée, elle espère enfin retrouver son "petit garçon" au fond de ce corps d'adolescent, mais alors que tous les amis d'Axl offrent leur maillot à leur chère maman, Axl lui l'offre à Sophie une fille qu'il connaît à peine. En rentrant, Frankie est dépitée et déçue et cherche à comprendre le geste d'Axl, et se rend compte qu'il n'a aucun remords. Lorsqu'elle apprend qu'Axl l'a récupéré car Sophie ne l'aimait pas, elle fait tout pour lui faire comprendre de lui offrir ce maillot, mais alors qu'elle désespère de retrouver son "petit garçon", elle se rend finalement compte que son fils a toujours un cœur, après qu'il l'ait offert à Sue pour la réconforter d'avoir échouer lamentablement au test de ramasseuse de balles pour intégrer le club de tennis. 

### Épisode 6:La Porte d'entrée
- États-Unis : 4 novembre 2009 sur ABC
- France :
  - 10 septembre 2012 sur Comédie !
  - 19 décembre 2012 sur Chérie 25

- États-Unis : 6,04 millions de téléspectateurs[14] (première diffusion)

Axl est toujours en pleine crise d'adolescence, sa mère n'en peut plus de revenir cinq fois dans sa chambre pour le forcer à se lever ou à lui répéter à longueur de journée de rapporter son assiette sale dans la cuisine, elle demande donc à Mike de l'épauler qui décide d'adopter l'attitude du "père cool" fier des victoires sportives de son fils. Mais se rendant compte après plusieurs jours que cela ne mène à rien, Mike décide de sévir et demande à Frankie de faire une liste de tâches que son fils devra faire, devant l'ampleur de la liste de sa mère Axl part et frappe la porte, qui casse sous la force du coup, il refuse de la réparer car elle était déjà cassée et son père devait le faire depuis longtemps, lui et Mike entrent alors dans une guerre des nerfs durant des jours, laissant la maison sans porte. 
Frankie doit faire face à des difficultés au travail, elle a 8 jours pour réaliser une vente ou elle sera réduite à faire de la pub déguisée en chien, elle adopte alors toutes les techniques de vente possibles (bon flic/ mauvais flic avec Bob qui n'a pas compris le principe, le mec, la gentille copine), jusqu'à ce qu'elle trouve enfin sa véritable identité : la mère, et parvient enfin à faire une vente. 
Au travail, Frankie dévalise tout le sucre pour Brick qui a commencé son projet d'arts plastiques une semaine à l'avance (pour une fois), mais la veille du rendu du projet Brick dit à sa mère que cette pyramide en sucre n'était que pour s'amuser et qu'il serait peut être temps de commencer son vrai travail. 

### Épisode 7:Enfant battu
- États-Unis : 18 novembre 2009 sur ABC
- France :
  - 10 septembre 2010 sur Comédie !
  - 20 décembre 2012 sur Chérie 25
- Suisse : 26 février 2011 sur RTS Un

- États-Unis : 7,06 millions de téléspectateurs[15] (première diffusion)

Les Heck se réveillent en catastrophe, c'est le jour du ramassage des ordures qui n'est effectué que deux fois par mois et qu'il ne faut donc pas manquer, mais les sacs poubelle ne sont pas prêt, tout le monde doit alors s'y mettre et dans la précipitation Frankie blesse Brick au bras avec une bouteille de bière que Sue n'a pas réussi à attraper. Frankie dit alors à Brick de ne rien dire à l'école, mais Brick va faire pire car quand le nouveau surveillant lui demande ce qu'il a au bras, il répond que sa mère lui a dit de ne rien dire avant de dire la vérité. L’administration réagit et après avoir convoqué la police et les parents qui ont tenté d'expliquer cet énorme malentendu, la secrétaire les défend mais est quand même obligé de faire venir une assistante sociale chez les Heck. 
La famille doit alors sauver les apparences en rangeant toute la maison, et Frankie veut les faire passer pour une parfaite famille américaine jamais loin de sa Bible, Sue elle est terrifiée à l'idée d'être séparé de sa famille et s'imagine déjà le pire, Axl rêve déjà d'une nouvelle famille riche, tandis que Brick, dont le sort de la famille dépend, ne comprend pas du tout l'enjeu de la situation et est alors préparé ses parents qui lui demandent de ne pas dire qu'il a été coaché, mais Frankie découvre que depuis une semaine Brick a choisi le dessous de la table de salle à manger comme nouvelle chambre, ce qui n'arrange pas la situation. Juste avant l'arrivée de l'assistante sociale, Sue fonce dans la baie vitrée, car les vitres étaient trop propre et doit alors porter une casquette pour dissimuler sa bosse. Alors que la visite s'est bien passée, avant de partir l'assistante sociale avoue à Mike qu'il était déjà sorti avec elle et l'avait larguée lorsqu'il a rencontré Frankie. Avec cette nouvelle, Frankie voit le pire et imagine la vengeance de cette femme, elle va alors la harceler jusqu'à son bureau et même dans les toilettes pour connaître le rapport final, elle va alors apprendre qu'elle s'est inquiétée pour rien, car il y a longtemps qu'elle est passée à autre chose concernant Mike et que les Heck sont la meilleure famille qu'elle a vu dans le mois. 

### Épisode 8:Thanksgiving
- États-Unis : 25 novembre 2009 sur ABC
- France :
  - 10 septembre 2010 sur Comédie !
  - 21 décembre 2012 sur Chérie 25
- Suisse : 5 mars 2011 sur RTS Un

- États-Unis : 5,94 millions de téléspectateurs[16] (première diffusion)

Dans quelques jours c'est Thanksgiving, Frankie espère que la fête sera parfaite cette année et a tout prévu en concoctant un planning à la seconde près, pour qu'ils ne loupent pas l'ouverture du supermarché pour le "Black Friday" et profiter des bonnes affaires. Malheureusement rien ne va se passer comme prévu, car Axl préférerait passer Thanksgiving avec ses amis au ski, Brick supplie sa mère pour l'emmener au labyrinthe de maïs et Mike qui devait seulement inviter son père à la fête n'y est pas parvenu, car son père est un homme qui n'aime pas du tout déranger. Et pour couronner le tout, M.Ehlert a décrété que ses employés devraient travailler 365 jours par an pour pallier les ventes catastrophiques. Frankie va alors à plusieurs reprises négocier ses horaires avec M.Ehlert en fonction de ses nouveaux imprévus. Alors qu'elle a trouvé le planning parfait, elle voit que personne de sa famille n'y met du sien et décide alors d'abandonner la fête et part travailler à Thanksgiving. 
Pour s'excuser, Mike et les enfants veulent préparer une fête surprise pour Frankie, Axl accompagne donc Brick au labyrinthe de maïs mais le perd, Mike et son père qu'il est parvenu non sans difficultés à faire venir essaient de faire cuire la dinde par tous les moyens, et Sue passe du temps avec son premier petit ami danseur, qu'elle a présenté quelques jours plus tôt à ses parents, mais elle est la seule à ne pas avoir remarqué qu'il ne serait pas très attiré par les filles. À la concession, il n'y a pas un seul client, Frankie va alors se plaindre dans le bureau d'Ehlert, où il lui avouera qu'il a ouvert parce que sa femme vient de le quitter, Frankie va alors le consoler en passant un peu de temps avec lui et en buvant quelques verres jusqu'à ce qu'elle apprenne que sa femme l'a en fait quitté car il travaillait à Thanksgiving, elle repart alors furieuse en disant ce qu'elle pense à son patron. 

### Épisode 9:Aimez-vous les uns les autres
- États-Unis : 2 décembre 2009 sur ABC
- France :
  - 17 septembre 2010 sur Comédie !
  - 22 décembre 2012 sur Chérie 25
- Suisse : 12 mars 2011 sur RTS Un

- États-Unis : 6,19 millions de téléspectateurs[17] (première diffusion)

Arrivée en retard à la réunion des mamans de l'école, Frankie hérite cette année du stockage et de la distribution des couronnes de Noël. À la réunion, elle voit à quel point les enfants Donahue s'entendent bien entre eux, et se rend compte alors que ces enfants ne partagent jamais de moments ensemble. Après une discussion avec Nancy Donahue qui lui dit qu'elle fait de la cohésion familiale une chose primordiale en dînant en famille et faisant des activités ensemble, Frankie rentre à la maison en ayant pour objectif d'appliquer les conseils de sa voisine, elle organise alors un repas en famille à table, ce qu'ils n'ont plus fait depuis la naissance de Brick car il n'a pas de chaise. Toute la famille se demande pourquoi dîner à table et s'inquiète sur l'état de santé des parents, ce dîner est un véritable événement chez les Heck, mais les disputes reprennent dès lors qu'ils sont ensemble, et après une tentative ratée de Frankie en demandant à tout le monde de faire un compliment à son voisin, le dîner vire au fiasco. Mike décide donc de prendre les choses en main par le biais du sport, le lendemain soir toute la famille se retrouve pour un match de football entre les enfants et les parents, les enfants vont enfin s'amuser ensemble. Mais ils vont tellement s'amuser qu'ils veulent recommencer tous les soirs, après plusieurs jours, Mike est fatigué et décide alors de simuler une blessure au genou. Frankie doit alors assumer son rôle toute seule, et dès qu'elle décide de rentrer, les enfants se remettent à se disputer, à ce moment Frankie abandonne et se dit qu'il n'y a rien à faire pour que ses enfants s'entendent, c'est alors qu'en lançant le ballon au sol il va rebondir sur son nez et la faire tomber, provoquant l'hilarité de ses enfants, elle a enfin trouver le moyen de les rapprocher, il suffit de rire ensemble de ses bêtises quotidiennes. 

### Épisode 10:Le Miracle de Noël
- États-Unis : 9 décembre 2009 sur ABC
- France :
  - 17 septembre 2010 sur Comédie !
  - 22 décembre 2012 sur Chérie 25
- Suisse : 19 mars 2011 sur RTS Un

- États-Unis : 7,69 millions de téléspectateurs[18] (première diffusion)

L'année 2009 touche à sa fin chez les Heck, Axl a trouvé un travail de serveur et Sue a désormais un petit ami, mais celle-ci est de plus en plus inquiète car il ne l'a toujours pas embrassé au bout d'un mois, Frankie voudrait lui faire comprendre la vérité mais même lui ne semble pas l'avoir encore découvert. À l'église, Frankie est choisie pour faire le solo lors d'un concert organisé par sa chorale pour la messe de Noël. Frankie étant désormais prise par les répétitions de son solo, Mike prend les choses en main et s'occupe des préparatifs de Noël, et veut prouver à sa femme que ce n'est pas compliqué comme elle le dit chaque année, Mike raye ces tâches de la liste à une vitesse record, mais Frankie lui en veut car il fait tous les préparatifs qu'elle préfère (décoration du sapin, installation du village de Noël...) et ne le fait pas du tout dans l'esprit familial de Noël. En plus de ces préparatifs, Mike essaie d'aider Brick qui se pose des questions sur le fait que les fêtes de Noël rendent tout le monde joyeux alors que ces moments sont passagers et se met à déprimer, en lui parlant Mike comprend que son fils se pose des questions sur la mort après la disparition de son distributeur de bonbons Père Noël. Fier de lui avoir donné les bons arguments pour lui faire oublier cette angoisse, il va jusqu'à lui dire qu'il doit arrêter de chuchoter sinon le Père Noël ne passera pas, résultat Brick décide de ne plus parler. 

### Épisode 11:Crise d'ado
- États-Unis : 6 janvier 2010 sur ABC
- Suisse : 26 mars 2011 sur RTS Un
- France :
  - 17 septembre 2012 sur Comédie !
  - 24 décembre 2012 sur Chérie 25

- États-Unis : 7,37 millions de téléspectateurs[19] (première diffusion)

Après Axl, c'est au tour de Sue de faire sa crise d'adolescence, Frankie lui achète alors le dernier jeans à la mode pour son audition de théâtre afin de suivre ses camarades de classe, mais celui-ci est très cher et tente de cacher le ticket de caisse à Mike. Ce jeans porte-bonheur permet à Sue de décrocher une seconde chance pour son audition. Pleine de confiance avec son nouveau jeans, Sue n'a plus de changements d'humeur, mais tout bascule lorsque après l'avoir passé à la machine son jeans rétrécit, en le découvrant et après une nouvelle dispute avec sa mère, Sue décide de ne plus lui adresser la parole. 
Axl, lui devient sage subitement, mais ses parents vont vite découvrir pourquoi, maintenant qu'il a son permis il voudrait sa propre voiture, mais ses parents lui rappellent que s'il veut une voiture il doit reprendre son travail. Mais Mike change d'avis, lorsqu'en l'accompagnant avec Frankie en voiture il rencontre la jeune fille qu'Axl fréquente, et dit que pour plaire à ce genre de filles il faut qu'il ait sa propre voiture. Cette idée se renforce lorsqu'il apprend que Frankie n'a pas hésité à dépenser 120 dollars pour le jeans de Sue, et finit par dénicher pour Axl une voiture au même prix. Père et fils se rapprochent en retapant la vieille voiture, et Sue ne parle plus qu'à son père depuis sa dispute avec sa mère, résultat Frankie se retrouve mise à l'écart. Mais lors d'une virée avec sa nouvelle copine, Axl tombe en panne avec sa voiture et fait passer son père pour un idiot auprès de sa copine lorsqu'il vient les récupérer, du coup Mike dépose la copine d'Axl chez elle et interdit Axl de sortie et finissent encore une fois par se disputer. Et du jour au lendemain, Sue s'excuse et reparle à sa mère comme si rien ne s'était passé. 

### Épisode 12:Les Voisins
- États-Unis : 6 janvier 2010 sur ABC
- Suisse : 2 avril 2011 sur RTS Un
- France :
  - 17 septembre 2012 sur Comédie !
  - 24 décembre 2012 sur Chérie 25

- États-Unis : 8,07 millions de téléspectateurs[19] (première diffusion)

Le nouveau défi de Brick est de savoir shooter dans un ballon, Frankie décide de lui apprendre, mais lorsqu'elle lui montre, le ballon atterrit dans le jardin des Glossner, où personne n'ose s'aventurer. La famille Glossner, une mère seule et ses quatre garçons, sèment la terreur dans le quartier depuis des années, et personne n'ose les contredire. Jusqu'à ce que Sue ne décide de se rebeller après avoir été poursuivi par leur chien et avoir perdue sa chaussure. Elle défit les aînés Glossner à se battre contre elle et sa meilleure amie Carly, mais Sue a une façon très artistique et musicale de se battre, et finit par se faire voler son lecteur CD par les fils Glossner. Frankie et Mike décident de prendre les choses en mains quand il voit leur fille se battre toute seule, Mike se résigne à aller discuter avec Rita, la mère, mais cette conversation termine par le soutien-gorge dégrafé de Rita par le bouton de la veste de Mike, et Mike repart de là abasourdi et très gêné. Au supermarché, Frankie et Sue se cachent lorsqu'elles voient à la caisse les Glossner, puis en les observant Frankie réalise que Rita est simplement une mère seule débordée et à bout. Pour tenter d'engager à nouveau la conversation, Frankie lui apporte quelques courses, et essaie subtilement puis lourdement de faire en sorte que Rita la remercie, mais au lieu de ça cette visite termine par une violente dispute entre les deux femmes. Frankie prend alors son courage, et part récupérer ce qui lui appartient dans le garage de Rita, elle libère ainsi le quartier de la tyrannie des Glossner et tous les voisins, toujours réticents, viennent timidement récupérer leurs affaires volées. 

### Épisode 13:L'Entretien d'embauche
- États-Unis : 13 janvier 2010 sur ABC
- Suisse : 9 avril 2011 sur RTS Un
- France :
  - 24 septembre 2012 sur Comédie !
  - 25 décembre 2012 sur Chérie 25

- États-Unis : 5,95 millions de téléspectateurs[20] (première diffusion)

Mike découvre un os de dinosaure sur son lieu de travail. Sous les conseils de Sue, Mike en informe le journal local et finalement l'information remonte jusqu'aux chaînes nationales, le chantier est donc suspendu pour fouilles. Mike se retrouve donc au chômage, et doit se mettre à la recherche d'un nouvel emploi, il part donc à un salon avec Axl, lui aussi à la recherche d'un travail après qu'il a donné sa démission. Mais arrivé au salon, Mike découvre qu'il n'y a aucun employeurs et qu'il n'y a que des conseillers en élaboration de CV qui soutirent de l'argent aux chômeurs. Axl lui dit alors que maintenant pour trouver un emploi il doit se mettre aux nouvelles technologies. Mais, Mike va vite découvrir qu'il est dépassé par les nouvelles technologies et les nouvelles techniques de recrutement, et après l'aide d'Axl, il obtient un entretien, mais celui-ci donne rien, car lorsque l'employeuse lui pose des questions il ne joue pas du tout le jeu et n'arrive pas à se montrer motiver. Après les conseils de sa femme, qui lui dit qu'il doit montrer qu'il est passionné par son emploi pour le décrocher, Mike se rend à un second entretien pour travailler dans les fosses septiques, mais cette fois-ci il en fait beaucoup trop. Il reçoit un coup de fil lui disant qu'il n'obtient pas le poste, car l'employeur n'a jamais vu une personne aussi passionné par les fosses septiques, et a senti une pointe de mauvaise foi. Axl, lui obtient un nouveau travail de projectionniste au cinéma en envoyant quelques SMS. 

### Épisode 14:Mise au point
- États-Unis : 3 février 2010 sur ABC
- Suisse : 16 avril 2011 sur RTS Un
- France :
  - 24 septembre 2012 sur Comédie !
  - 25 décembre 2012 sur Chérie 25

- États-Unis : 7,32 millions de téléspectateurs[21] (première diffusion)

Frankie n'en peut plus de crier sur ses enfants, elle doit rappeler sans cesse à Axl de commencer son devoir d'histoire, de dire à Sue qui veut entrer dans le club de majorettes de ne pas s'entraîner dans la maison et de rappeler à Brick qu'il doit trouver un chapeau pour le jour du chapeau à l'école. Face aux comportements de ses enfants envers elle, Frankie décide de les filmer avec son téléphone portable à leur insu et de leur montrer. Mais les images se retournent contre elle lorsqu’elle se voit comme une mégère qui n'arrête pas de hurler sur ses enfants. Elle promet ainsi à ses enfants de ne plus crier et de changer d'attitude, en ne leur demandant qu'une fois de faire les choses et eux devront le faire. 
Les enfants respectent le contrat à la lettre, et regardent la télé sans que Frankie ne puisse insister, jusqu'à un soir où Frankie rentre et voit Axl travailler sur son devoir, Brick avec un chapeau et Sue partant à l'entraînement de majorettes sans qu'elle n'ait à la conduire. Mais cette soirée miracle où Frankie tente de se relaxer dans un bain va progressivement se transformer en cauchemar, lorsqu'elle se retrouve avec un bébé dans les bras, car Sue a oublié de rappeler qu'elle ne serait pas là pour faire du babysitting, ensuite Brick lui dit qu'il a trouvé son chapeau à un SDF et a attrapé des poux, et Axl s'est mis sur son devoir car la date où il doit le rendre est en fait le lendemain, et il a besoin d'un protège-documents qu'il n'a pas. Frankie part donc au supermarché en pyjama et laisse le bébé à Axl, et se retrouve enfermé dans le magasin après la fermeture du magasin... Lorsque sa famille débarque enfin à quatre heures du matin pour la sortir de là, Frankie ne peut plus se contenir et leur hurle dessus. 

### Épisode 15:Enfin seuls
- États-Unis : 10 février 2010 sur ABC
- Suisse : 23 avril 2011 sur RTS Un
- France :
  - 24 septembre 2012 sur Comédie !
  - 25 décembre 2012 sur Chérie 25

- États-Unis : 7,83 millions de téléspectateurs[22] (première diffusion)

C'est la Saint Valentin. Brick, qui fait désormais partie d'un groupe avec des enfants étranges comme lui, doit apporter des cartes de Saint Valentin à l'école. Frankie est ravie lorsque la mère de Zach, l'un des enfants du groupe invite Brick à dormir chez lui le soir de la Saint Valentin. Dans la semaine, Brick s'entraîne dans son sac de couchage à dormir par terre. Pour la première fois, Sue est invitée à une fête filles-garçons le soir de la Saint Valentin, grâce à Carly qui a totalement changé de look depuis qu'elle a retiré son appareil dentaire. Pour l'occasion, Sue décide de se maquiller, mais aurait besoin de quelques conseils en maquillage. 
Axl, lui prévoit de sortir avec Sean et Darrin et trois filles, mais ces trois filles les lâchent au dernier moment et ils se retrouvent à trois. Mais ils vont tout faire pour tenter de leur faire regretter ce qu'ils ont perdu, jusqu'à faire une photo torse-nu à trois, qui ne va pas vraiment envoyer le message de virilité espéré. 

### Épisode 16:Le Concours
- États-Unis : 3 mars 2010 sur ABC
- Suisse : 23 avril 2011 sur RTS Un
- France :
  - 24 septembre 2012 sur Comédie !
  - 26 décembre 2012 sur Chérie 25

- États-Unis : 5,89 millions de téléspectateurs[23] (première diffusion)

M. Ehlert confie à Frankie la responsabilité d'écrire des cartes d'anniversaire pour les voitures vendues de la concession. Occupée par cette nouvelle lubie de son patron, Frankie demande à Mike de se rendre au club des enfants asociaux dont Brick fait partie pour s'occuper de l'atelier lecture à sa place. Là bas, il apprend que Brick s'est qualifié pour la finale du concours d'orthographe de la ville, et se met donc à l'entraîner sans relâche en vue du concours le week-end suivant. De son côté, Sue insiste lourdement pour inviter des copines ou faire son plat préféré pour le week-end, mais Frankie lui dit que ce n'est pas une bonne idée cette semaine. Sue pense alors avoir compris qu'on lui réserve une surprise pour son anniversaire. Mais il n'en est rien, le jour venu tout le monde a oublié l'anniversaire de Sue, et fêtent plutôt la qualification de Brick au concours régional à Chicago. Ne sachant quoi faire face à la colère de sa fille, pour se rattraper Frankie lui confie le choix et l'organisation du voyage familial à Chicago. 

### Épisode 17:Une de perdue
- États-Unis : 10 mars 2010 sur ABC
- France :
  - 1er octobre 2010 sur Comédie !
  - 26 décembre 2012 sur Chérie 25
- Suisse : 30 avril 2011 sur RTS Un

- États-Unis : 6,32 millions de téléspectateurs[24] (première diffusion)

Mike répond bêtement à un appel téléphonique faisant partie de la liste des "casse-pieds" de Frankie, qui se retrouve du coup à être obligé de tenir la buvette au lycée lors d'un match de basket d'Axl. Là bas, Frankie fait la connaissance de Morgane, une jeune pom pom girl responsable du stand, et celle-ci lui apprend qu'elle et Axl sortent ensemble depuis six semaines, et s'embrassent devant les yeux de tout le public et donc de Frankie et Mike. Pendant ce temps là à la maison, Sue est chargée de garder Brick et décide de regarder un film de zombies, Brick insiste pour le regarder lui aussi car il estime que si Sue et assez responsable pour le garder, il doit être assez grand pour regarder un film d'horreur. Alors qu'Axl file le parfait amour avec Morgane, belle et ambitieuse, qui plaît énormément à Mike et Frankie, elle décide du jour au lendemain de rompre avec lui, car il n'est pas assez ambitieux selon elle. Axl vit son premier chagrin d'amour, et pleure dans les bras de Frankie, face à ce comportement très étrange de leur frère Sue et Brick se mettent en tête qu'il est en train de se transformer en zombie. Mike se moque de l'attitude d'Axl, en lui disant qu'un homme ne doit pas pleurer, les jours suivants Axl ne montre donc plus aucun sentiment, Frankie décide alors de lui faire écouter un message de Mike, pleurant et lui implorant de se remettre ensemble, qu'elle a enregistré sur une cassette. En l'entendant, Mike se met hors de lui et demande des explications à sa femme. Mike conseille alors à son fils de montrer ses sentiments. 

### Épisode 18:Papa cool et maman coule
- États-Unis : 24 mars 2010 sur ABC
- France :
  - 1er octobre 2010 sur Comédie !
  - 27 décembre 2012 sur Chérie 25
- Suisse : 7 mai 2011 sur RTS Un

- États-Unis : 7,16 millions de téléspectateurs[25] (première diffusion)

Mike et Frankie veulent rendre la maison plus accueillante en achetant un billard et laissant le sous-sol pour les amis d'Axl et ainsi voir leur fils plus souvent à la maison, et devenir les parents cool de la rue. Pour un exposé, Brick doit poser des questions à ses parents sur ce qu'ils voulaient faire de leur vie et note tout ce que ses parents disent à savoir que sa mère aurait voulu être pétroleuse et que son père se faisait des faux-permis de conduire. 
À la concession, l'endroit est de plus en plus déserté et le patron de Frankie fait appel à une consultante en technique de vente, qui se fait d'abord passer pour une cliente totalement ivre à qui Frankie refuse de profiter de son état pour lui vendre une voiture, ce que lui reproche son patron et cette nouvelle coach. M. Ehlert annonce alors que cette conseillère est là pour lui donner une personne à virer à la fin de la semaine, Frankie s'inquiète pour son pote et alors que la conseillère lui reproche de toujours fuir, elle lui affirme le contraire et la conseillère lui confie alors le choix de la personne à virer. Frankie ne peut choisir, et décide de donner son nom, ce à quoi la conseillère lui répond qu'elle s'y attendait, et Frankie découvre que personne ne sera virer et que ce n'était qu'un subterfuge pour montrer à Frankie qu'elle est défaitiste et l'encourage à être plus optimiste. 

### Épisode 19:Dilemme
- États-Unis : 31 mars 2010 sur ABC
- France :
  - 1er octobre 2010 sur Comédie !
  - 16 janvier 2013 sur Chérie 25
- Suisse : 14 mai 2011 sur RTS Un

- États-Unis : 6,23 millions de téléspectateurs[26] (première diffusion)

Frankie est convoquée au boulot le week-end et Mike est débordé, Axl doit donc s'occuper de ses tantes. Brick est invité pour la première fois à une fête d'anniversaire, mais il ne veut pas y aller car il sent que son camarade l'a invité par obligation. Frankie l'y oblige et il demande alors de l'aide à Sue : il lui demande de se faire passer pour Frankie et d'appeler la mère de son ami pour lui dire qu'il ne pourra pas se rendre à la fête. Il parvient à la convaincre en disant qu'en échange il lui fera son devoir et qu'en plus elle a maintenant une voix d'adulte proche de celle de sa mère (ce qui n'est pas du tout le cas en réalité). 
Mike accompagne Frankie à la concession et contre toute attente sympathise avec M. Ehlert sur leur passion commune le sport, et avant de partir le patron de Frankie lui offre deux places pour la finale à quatre de basket-ball à Indianapolis. Mike fait alors croire à Axl, qui rêve de cette finale, qu'il emmènera celui qui lui rendra le plus de services, son fils se plie en quatre pour lui, mais Mike ne fait que profiter de cette situation car dans tous les cas il ira avec Frankie. Mais, Frankie finit par apprendre la mort de son oncle et l'enterrement aura lieu le samedi, jour de la finale pour Mike, qui se retrouve alors tiraillé, il essaie de repousser la date de l'enterrement, et Frankie finit par se rendre compte qu'il préfère un match à l'enterrement d'un membre de sa famille et ne veut plus lui parler, car ils ne partagent pas les mêmes valeurs familiales. 
Sue et Brick ont un problème, car Frankie doit appeler la mère de l'ami de Brick pour lui dire qu'il ne pourra pas être là à la fête, mais Sue l'a déjà appelé, elle doit donc la rappeler pour lui dire que Brick pourra bien être là quand Frankie rappellera, mais Sue va enchaîner les boulettes et les appels. Sue rappelle donc encore pour lui dire que des gamines du quartier s'amusent avec le téléphone, mais la mère de l'ami de Brick finit par décrocher... Mike finit par capituler et accepte d'aller à l'enterrement, mais Frankie en veut plus et ne veut pas qu'il se sente obliger de venir. Alors qu'Axl doit prendre l'album de famille, Mike tombe sur des photos lui rappelant que les tantes se sont occupés d'Axl lorsqu'il était petit, Mike se rend alors de bon cœur pour les tantes qui ont perdu leur frère, mais ne veut pas savoir les résultats de la finale qu'il regardera dès leur retour de l'enterrement. Sue craque et avoue à sa mère son mensonge, mais sa mère la félicite d'avoir appelé la mère de l'ami de Brick car elle n'a pas eu le temps de la semaine. 

### Épisode 20:Privés de télé
- États-Unis : 14 avril 2010 sur ABC
- France :
  - 1er octobre 2010 sur Comédie !
  - 17 janvier 2013 sur Chérie 25
- Suisse : 21 mai 2011 sur RTS Un

- États-Unis : 6,70 millions de téléspectateurs[27] (première diffusion)

Après avoir reçu des compliments, Sue veut se lancer dans une nouvelle lubie : le mannequinat, bien évidemment elle est la seule à croire en sa réussite, heureusement pour sa famille elle va se payer ses cours de mannequinat avec l'argent qu'elle gagne du babysitting, ce n'est donc pas pour tout de suite. Alors que tout le monde est réuni dans le salon, tout d'un coup il n'y a plus de lumière, Frankie se rend vite compte que l'électricité a été coupée car ils n'ont pas payé les factures. En se rendant à la banque, où Frankie chronomètre leur rendez-vous pour ne pas avoir à payer en plus, leur banquier leur dit se séparer des dépenses les moins utiles, et ils doivent prendre la terrible décision de couper leur abonnement au câble. 
Alors qu'au début, les enfants sont effondrés par la nouvelle, bizarrement ce sont finalement les parents les plus affectés, les enfants sont occupés à d'autres choses : Sue s'exerce à défiler, Axl monte un groupe de rock avec ses amis mais passent tout leur temps à se disputer pour le nom de leur groupe plutôt qu'à répéter, tandis que Brick lit mais est aussi contrarié par un problème majeur. En effet dans le cadre de leur programme de sociabilisation, les enfants du groupe de groupe doivent passer leur récréation dans la cour de récré avec tous les autres enfants plutôt que dans la bibliothèque. Brick tente de mettre au point un plan pour rentrer dans la bibliothèque et éviter de jouer à la balle au prisonnier avec ses amis, le petit bizarre qui ne veut pas salir ses chaussettes, et Zach son copain chat, en faisant appel au groupe des "cordes à sauter" et des garçons qui jouent au foot, pour distraire le surveillant. 

### Épisode 21:Morgane de Morgan
- États-Unis : 28 avril 2010 sur ABC
- France :
  - 8 octobre 2010 sur Comédie !
  - 18 janvier 2013 sur Chérie 25
- Suisse : 28 mai 2011 sur RTS Un

- États-Unis : 7,10 millions de téléspectateurs[28] (première diffusion)

Brick doit s'occuper d'un œuf pour son cours de biologie, alors qu'il y fait très attention et s'en occupe, Brick étant Brick il finit par le perdre. Il demande l'aide de Frankie pour le retrouver, et lui conseille alors de "flairer" pour le retrouver. Pendant sa recherche, Frankie tombe sur un livre de sciences et un tube de gloss sur le lit d'Axl, elle comprend alors aussitôt que Morgane est de retour, la petite amie d'Axl qui l'a largué puis s'est remis avec lui et ont connu de nombreuses autres ruptures et réconciliations. Quand elle en parle à Mike, il lui avoue qu'il le savait mais qu'Axl lui a demandé de ne rien dire de peur qu'elle en fasse tout un drame. En effet, Frankie ne voit pas le retour de Morgane d'un très bon œil, et après avoir eu une discussion avec son fils et avoir compris qu'il tenait à elle, Frankie lui demande qu'elle l'invite à un dîner. Mike et Axl craignent le pire, et alors que tout commence bien, Morgane commence à répéter sans cesse "J'ai conseillé à Axl" et Frankie ne supporte plus de la voir dicter la vie d'Axl. Dans son lit, Frankie ne parvient pas à s'endormir et se repasse en boucle les paroles de Morgane, Mike lui dit de ne pas s'inquiéter et de le laisser dormir. 

### Épisode 22:La Fête des mères
- États-Unis : 5 mai 2010 sur ABC
- France :
  - 8 octobre 2010 sur Comédie !
  - 19 janvier 2013 sur Chérie 25
- Suisse : 4 juin 2011 sur RTS Un

- États-Unis : 6,75 millions de téléspectateurs[29] (première diffusion)

C'est le jour de la fête des mères. Ce jour est synonyme de cauchemar pour Frankie. Elle compare continuellement sa journée à celle de la fête des pères. La journée commence dès 6h30 du matin, avec Sue stressée, qui hurle sur Brick qui a du mal à retrouver son cadeau (un cadre en nouilles) et sur Axl qui est encore endormi, et qui a opté pour un poème improvisé cette année, tout ça avant que Sue ne renverse le petit déjeuner qu'elle a ramené au lit, déjà grillé au passage, sur sa mère. Mike la laisse s'amuser avec les enfants car c'est sa journée, alors que pour la fête des pères Mike a droit à une grasse matinée et un délicieux petit déjeuner servi au lit. Mike et les enfants profitent de ce que Frankie est sous sa douche, pour aller acheter un cadeau en vitesse pour Frankie. Mais au magasin, Mike ne sait pas quoi acheter, Sue veut qu'il lui achète un magnet idiot, Axl veut terminer sa nuit et Brick veut offrir du détachant à sa mère. De retour à la maison, Frankie déballe son cadeau, un bain de pieds gonflable, et fait semblant d'être ravi. Pour la fête des pères, Mike avait une lame du parquet du terrain de basket-ball de sa fac que Frankie avait eu du mal à trouver et avait dû faire des kilomètres pour l'obtenir. 
Dans la journée, Frankie se retrouve à recoller les pâtes tombées de son cadre offert par Brick, et décroche le téléphone car personne ne semble décidé à le faire. C'est un appel de sa mère, qui lui dit qu'elle ne pourra pas se déplacer, mais Frankie ne veut pas la laisser seule le jour de la fête des mères et va donc chez elle avec Sue qui propose de l'accompagner. Elle accepte, ravie de pouvoir discuter entre mère et fille sur la route, mais le trajet est silencieux car Sue se sent coupable d'avoir voler le magnet au magasin et se rend malade. Chez sa mère, Frankie la trouve heureuse à danser dans sa maison, et lui offre son cadeau : un déshydrateur de fruits. Chez sa mère, Frankie retrouve ses bonnes habitudes, et s'allonge sur le canapé et se laisse servir par sa mère, ne se rendant pas compte qu'elle reproduit la même situation que ses enfants lui font vivre avec sa mère. Une dispute éclate entre la mère et la fille, sa mère ne supportant plus de la servir, et elles s'avouent toutes deux qu'elles voudraient se retrouver seule pour la fête des mères et que les cadeaux qu'elles reçoivent sont inutiles, ce que Sue entend et en veut à sa mère, elles se retrouvent alors toutes les trois à pleurer et s'excuser sur le canapé. 

### Épisode 23:Sur le gril
- États-Unis : 12 mai 2010 sur ABC
- France :
  - 8 octobre 2010 sur Comédie !
  - 19 janvier 2013 sur Chérie 25
- Suisse : 4 juin 2011 sur RTS Un

- États-Unis : 7,49 millions de téléspectateurs [30] (première diffusion)

En revenant d'une soirée chez des amis, Frankie reproche à Mike de ne faire aucun effort de comportement et lui demande de se retenir quand il a des réflexions à faire, car tout finit par retomber sur elle. À l'école, le groupe des "bizarres" de Brick font une représentation pour montrer à leurs parents leurs progrès en sociabilité, Frankie est fière de son fils tandis que Mike se demande toujours pourquoi ils paient aussi cher pour apprendre à leur fils à dialoguer. Axl est heureux du retour de printemps, car cela signifie le barbecue annuel du quartier, et se met à nettoyer la piscine pour qu'elle soit prête à recevoir les bikinis. Frankie pousse Sue à aller aux réunions des jeunes paroissiens car il n'y a aucune sélection, la jeune fille est d'abord réticente, mais une fois sur place elle va trouver un guide spirituel en la personne du nouveau révérend, le jeune révérend Tim Tom, un révérend musicien et chanteur, dont Sue tombe sous le charme. Mike est motivé à changer après les remarques de sa femme et entraîne Brick avec lui pour essayer d'être plus sociable. Sue invite le révérend Tim Tom au barbecue annuel des Heck, il accepte mais elle est effondrée quand elle apprend que ce sera une bonne façon pour lui de dire au revoir à tout le monde avant qu'il ne change de paroisse, on lui informe plus tard que l'église n'a pas les moyens de le garder. 

### Épisode 24:La Bonne Moyenne
- États-Unis : 19 mai 2010 sur ABC[31]
- France :
  - 8 octobre 2010 sur Comédie !
  - 23 janvier 2013 sur Chérie 25
- Suisse : 11 juin 2011 sur RTS Un

- États-Unis : 7,56 millions de téléspectateurs[32] (première diffusion)

En feuilletant les pages de l'annuaire du lycée avec sa mère, Sue réalise qu'elle n'apparaît sur aucune photo et que seule sa chaussure y figure, elle finit par s'en contenter. Frankie pense encore qu'elle est une mauvaise mère, quand elle voit que sa fille se contente de sa chaussure, qui n'est même pas la sienne. C'est bientôt la fin de l'année scolaire. Mike et Frankie subissent les réunions avec les professeurs. Axl serait surdoué d'après un test d'aptitude, personne ne se souvient de Sue, et Brick risque de ne pas passer  en CE2, car il n'a pas rendu tous ses livres à la bibliothécaire. En apprenant la nouvelle à Axl de ses nouvelles capacités, celui-ci veut souffler mais Mike va le pousser à réviser pour ses examens de fin d'année et va se charger personnellement de ses révisions jusque tard dans la nuit. 
Frankie veut absolument voir sa fille dans un club avant la fin de l'année, et elle apprend que l'admission au club de cross-country ne se fait que sur inscription. Sue en fait donc son nouveau défi, et s'entraîne dur pour faire les cinq tours de piste d'admission, mais elle se fait accidentellement renverser par un chevreuil. Frankie est abasourdie quand elle apprend les nouvelles péripéties de sa fille. Mais, Sue en béquilles, ne lâche rien et va voir son coach, qui lui dit qu'elle est obligée de faire les cinq tours de piste pour entrer dans le club. 